# Десант в губе Большая Западная Лица (1942)
Десант в губе Большая Западная Лица 28 апреля — 13 мая 1942 года  или Пикшуевский десант — тактический десант, высаженный силами Северного флота в ходе Мурманской наступательной операции Великой Отечественной войны.

## План операции
При планировании Мурманской наступательной операции высадке десанта была отведена важная роль. Десант имел задачу уничтожить противника, оборонявшего побережье губы Большая Западная Лица на побережье Мотовского залива, затем наступать в направлении посёлка Западная Лица, перерезать основную магистраль снабжения западнолицкой группировки врага Мишуково — Титовка и тем самым содействовать сухопутным войскам в разгроме противника в этом районе. Высадка десанта производилась в первый день операции.
В десант выделены 12-я отдельная бригада морской пехоты Северного флота (6 батальонов, командир бригады полковник В. В. Рассохин), разведывательный отряд Северного флота. Численность десанта — 6235 человек, на вооружении 4775 винтовок, 146 автоматов, 19 станковых, 61 ручной и 11 зенитных пулемётов, 76 82-мм миномётов, семь 45-мм орудий.
Руководство операцией осуществлял командующий флотом вице-адмирал А. Г. Головко, силами высадки десанта — командир охраны водного района флота контр-адмирал В. И. Платонов. В отряд высадки десанта входили 5 тральщиков, 4 сторожевых корабля, 23 сторожевых катера. По данным историка флота Г. Аммона, кораблей в операции было задействовано больше: в отряд высадки входили 12 катеров «малый охотник», 12 сторожевых катеров, 14 катеров-тральщиков и 3 мотобота, а в отряд перевозки десанта входили также 7 тральщиков и 2 сторожевых корабля («Рубин» и «Смерч»).
Для поддержки десанта из состава Мурманского укреплённого района выделена специальная группа в составе батареи № 191 (четыре 122-мм орудия) и батареи № 140 (два 130-мм орудия). Серьёзной ошибкой было отсутствие прямой связи командира группы с командиром десанта, из-за чего огонь вёлся не по заявкам и целеуказаниям десанта, а по самостоятельно избранным артиллеристами целям, отсутствовала корректировка огня.
Артиллерийскую поддержку оказывали эскадренные миноносцы: «Громкий», «Гремящий» и «Сокрушительный» — из губы Вичаны, «Грозный» — из губы Ара. На подходах к Кольскому заливу были выставлены подводные лодки. Отдельный дивизион эскадренных миноносцев нёс дозор на линии полуостров Рыбачий — остров Кильдин. Был организован аварийно-спасательный отряд из 6 судов.
В районе места высадки десанта занимали оборону части 6-й немецкой горнострелковой дивизии и два артиллерийских полка, в ближнем тылу (25-30 км) располагалась 2-я горнострелковая дивизия. Все эти части входили в состав горного армейского корпуса «Норвегия» (командующий генерал горных войск Фердинанд Шёрнер) Армии «Лапландия» (командующий генерал горных войск Эдуард Дитль).

## Ход операции
Ввиду того, что операция проводилась в период полярного дня, переход кораблей с десантом был спланирован тщательно: созданы 2 отряда высадки (разбитыми в свою очередь на 10 групп), которые шли каждый своим маршрутом, но с расчётом их единовременного прибытия в точки высадки, маршруты переходов были проложены под прикрытием высоких скалистых берегов, предварительная артиллерийская подготовка мест высадки не предусматривалась, а открывать огонь корабли артиллерийской поддержки должны были только после обнаружения десанта противником. Переход кораблей производился в условиях сильной облачности, мелкого дождя и пониженной видимости, что исключило обнаружение движения кораблей противником.
Также для отвлечения внимания противника в 10 километрах от места высадки основного десанта был высажен демонстрационный десант (разведотряд штаба Северного флота) в составе 70 человек под командованием В. Н. Леонова. Его действия отвлекли на себя внимание противника, открывшего на этом участке сильный артиллерийско-миномётный огонь. Отряд занял высоту 415,3 и пять дней оборонялся, после чего отошёл на соединение с бригадой, потеряв 4 человек убитых и раненых и 56 человек обмороженных и заболевших.
В ночь на 28 апреля десант был высажен скрытно без артиллерийской подготовки в пяти пунктах побережья на участке до 6 километров (передовые отряды — усиленные разведывательные взводы бригады, первый эшелон — 2 батальона, второй эшелон — 4 батальона). При высадке широко применялось задымление участков высадки. Расположенные на берегу части противника оказались застигнуты врасплох и не оказали серьёзного сопротивления. Высадка стала полой неожиданностью для немецкого командования, в результате к 8 часам утра были захвачены пункты высадки, к исходу первого дня они были объединены в единый плацдарм по фронту до 7 километров и в глубину до 5 километров. На следующий день десант расширил плацдарм в направлении дороги до 11 километров. Были штурмом взяты три наиболее сильных опорных пункта врага (гарнизон каждого — до 2 рот с миномётами и пулемётами). Но потеряв время в этих боях, перерезать дорогу десантники не смогли. Противник подтянул значительные силы и непрерывно контратаковал.
Завязались упорные ожесточённые бои с частями горного армейского корпуса «Норвегия» генерала Фердинанда Шёрнера. В отдельные дни морские пехотинцы отбивали до 10 вражеских атак в день. Боевые действия осложнялись характером местности — сплошные скальные сопки с глубокими ущельями, невозможность рытья окопов и укрытий. Противник имел заранее подготовленную оборону в виде взаимосвязанных опорных пунктов, каждый из которых был группой дотов и дзотов, оборудованных на господствующих высотах и приспособленных к круговой обороне, прикрытых несколькими рядами проволочных заграждений, малозаметных препятствий и минными полями.
1 мая резко ухудшилась погода: после сильного дождя значительно понизилась температура, начался снегопад, переросший в многодневную метель с ураганным ветром. Всякое передвижение вне укрытий стало невозможным. Поскольку перед началом операции стояла хорошая погода, морским пехотинцам не были выданы тёплая одежда и обувь, не были выгружены на плацдарме утеплённые палатки и печки для обогрева и приготовления пищи. Боевые действия были парализованы, бойцы пережидали пургу в ущельях и в снежных норах. Редкие пещеры были отданы под госпитали. Массовым явлением стали обморожения и простудные заболевания. Потери превысили половину личного состава десанта.
Противник использовал неудачу наступления 14-й армии на сухопутном фронте и заранее подготовленную им сеть автомобильных дорог. К плацдарму были переброшены все резервные части 6-й и 2-й горнопехотных дивизий, часть армейских резервов. С 3 мая немцы нанесли ряд сильных ударов по измотанным подразделениям десантников и значительно потеснили их. Особо жестокие бои были 4 мая, когда командир бригады организовал контратаку на угрожаемом участке. Противник смог отбить её и сам немедленно атаковал, были прорваны позиции бригады и возникла угроза ликвидации плацдарма. Положение было спасено умелыми действиями командиров батальонов и рот, использовавших характер местности. На путях наступления врага создавались отсечные позиции и «огневые мешки», попадая в которые враг нёс большие потери. В одном из таких мешков был полностью истреблён горнопехотный батальон.
Тем не менее, площадь плацдарма значительно сократилась, потери достигали 70 % личного состава, в строю находились почти все раненые, кроме полностью беспомощных. Спасая десант от гибели, командование флота в штормовую погоду сумело 6 мая высадить на плацдарм 3-й батальон морской пехоты (до 600 человек), крупную партию тёплых палаток, печек и продуктов. 9 мая был высажен 9-й оленелыжный батальон (50 оленьих упряжек, до 300 человек) для подвоза боеприпасов и эвакуации раненых. Положение было относительно стабилизировано, 7 мая отбита последняя крупная атака противника, после чего стороны перешли к действиям мелкими группами.
Ввиду неудачи 14-й армии 11 мая Мурманская наступательная операция была прекращена, войска перешли к обороне. Поскольку главная задача десанта в связи с этим решением теряла смысл, 13 мая он был снят с плацдарма кораблями флота. Эвакуацию прикрывал огнём эсминец «Грозный», а производили её на восточный берег губы Большая Западная Лица 1 сторожевой катер, 5 катеров «морской охотник», мотоботы. Попытки немецкой артиллерии сорвать эвакуацию были пресечены ответным огнём советских береговых батарей с восточного берега губы, без потерь с плацдарма были вывезены все раненые и больные (3 800 человек, ещё 2 094 раненых были вывезены кораблями до 10 мая), вооружение и снаряжение. Из высаженных в целом 7165 человек число убитых, раненых и обмороженных достигало 70 процентов, или 4 992 человека: 849 убитых и умерших, 1828 раненых, 986 обмороженных, 359 заболевших, 941 пропавших без вести.
По данным немецких историков, общие потери немецко-финских войск в этой операции составили 3 200 человек.

## Результаты операции
Несмотря на ряд недостатков в организации действий десанта, эта операция была проведена флотом на достаточно высоком уровне. Неудача десанта была прежде всего обусловлена провалом наступления войск 14-й армии и погодными условиями. Также были недостатки в артиллерийской поддержке десанта, невключение в первый отряд десанта вспомогательных подразделений (значительное число бойцов отвлекались на поднос боеприпасов, разгрузку кораблей снабжения, эвакуацию раненых), игнорирование возможности резкого ухудшения погодных условий — обычного явления в Заполярье (отсутствие тёплой одежды, обуви, палаток, средств обогрева и приготовления горячей пищи), плохую работу разведки и связи бригады.
В исключительно сложных природных и климатических условиях, при постоянном превосходстве противника личный состав десанта проявил высокие боевые качества и моральный дух, подготовленность к ведению боевых действий в сложной обстановке, умение вести бой индивидуально и мелкими подразделениями. Насыщенность десанта миномётами и пулемётами была достаточной, но в гранатах выявился недостаток. Командование Северного флота успешно организовало выполнение задач по высадке и эвакуации войск. Снабжение десанта было прервано только при шторме, полностью исключающем нахождение кораблей в море, при самом незначительном улучшении погоды рейсы кораблей на плацдарм возобновлялись.